# Adacta
Adacta je slovensko tehnološko podjetje, ki se ukvarja z razvojem tehnoloških rešitev za zavarovalništvo v Evropi, s predstavništvi v Amsterdamu, Wennigsenu, Zagrebu, Beogradu in Brnu.
Podjetje je bilo ustanovljeno leta 1989 za razvoj in trženje lastne programske opreme za poslovna okolja - platforme AdInsure. 
Znano je postalo po svojem prvem večjem projektu, razvoju elektronskega telefonskega in poslovnega imenika Slovenije (TIS, PIRS) za Telekom Slovenije v 90. letih.  